# 任嘉兒
任嘉兒（英語：Camille Yam Ka-yi，1992年9月15日—），香港民主派人士，前香港中西區議會大學選區議員，在學時曾擔任香港大學學生會內務副會長。原為註冊護士，因參選區議會而於7月辭職。

## 議會生涯

### 參與2019年區議會選舉
任嘉兒參與2019年11月的區議會選舉，投入過去七年上學的中西區區議會大學選區，面對的區選對手有1991年開始出任區議員的新世紀論壇理事陳捷貴，最終以3,135票獲勝。選舉後陳捷貴稱敗選是因為時勢，奉勸任嘉兒做好地區工作。

## 外部連結
- 任嘉兒的Facebook專頁（页面存档备份，存于）
- 中西區區議會網頁任嘉兒資料（页面存档备份，存于）

| 議會席位      | 議會席位                                              | 議會席位    |
| ------------- | ----------------------------------------------------- | ----------- |
| 前任： 陳捷貴 | 中西區議會 大學選區區議員 2020年1月1日－2021年7月11日 | 繼任： 懸空 |